# Mühledorf (Solothurn)
Mühledorf és un municipi del cantó de Solothurn (Suïssa), cap del districte de Bucheggberg.